# 千木良 (相模原市)
千木良（ちぎら）は、神奈川県相模原市緑区の大字。

## 概要
郵便番号は252-0174（2006年4月から2010年3月までは229-0104、2006年3月までは199-0104）。
電話番号は042-684・685（一部地区では042-629・661～669・673）が使われている。
西で小原、南で若柳、東で八王子市上恩方町、裏高尾町、南浅川町と隣接している。

### 地価
住宅地の地価は、2023年（令和5年）1月1日の公示地価によれば、千木良字柳馬場431番1の地点で3万200円/m2となっている。

## 歴史
1955年（昭和30年）1月1日に前身の津久井郡千木良村が内郷村・小原町・与瀬町と合併して津久井郡相模湖町となり、それ以降「千木良」は、相模湖町が2006年3月に相模原市に吸収合併されるまで同町の大字であった。

## 世帯数と人口
2020年（令和2年）10月1日現在（国勢調査）の世帯数と人口（総務省調べ）は以下の通りである。
| 大字   | 世帯数  | 人口    |
| ------ | ------- | ------- |
| 千木良 | 656世帯 | 1,556人 |

### 人口の変遷
国勢調査による人口の推移。なお、2005年までは相模湖町の時の情報を掲載している。
| 年                 | 人口  |
| ------------------ | ----- |
| 1995年（平成7年）  | 2,190 |
| 2000年（平成12年） | 2,237 |
| 2005年（平成17年） | 2,148 |
| 2010年（平成22年） | 2,006 |
| 2015年（平成27年） | 1,910 |
| 2020年（令和2年）  | 1,556 |

### 世帯数の変遷
国勢調査による世帯数の推移。なお、2005年までは相模湖町の時の情報を掲載している。
| 年                 | 世帯数 |
| ------------------ | ------ |
| 1995年（平成7年）  | 638    |
| 2000年（平成12年） | 685    |
| 2005年（平成17年） | 711    |
| 2010年（平成22年） | 688    |
| 2015年（平成27年） | 694    |
| 2020年（令和2年）  | 656    |

## 学区
市立小・中学校に通う場合、学区は以下の通りとなる（2018年2月時点）
| 番地 | 小学校                 | 中学校               |
| ---- | ---------------------- | -------------------- |
| 全域 | 相模原市立千木良小学校 | 相模原市立北相中学校 |

## 事業所
2021年（令和3年）現在の経済センサス調査による事業所数と従業員数は以下の通りである。
| 大字   | 事業所数 | 従業員数 |
| ------ | -------- | -------- |
| 千木良 | 54事業所 | 243人    |

### 事業者数の変遷
経済センサスによる事業所数の推移。
| 年                 | 事業者数 |
| ------------------ | -------- |
| 2016年（平成28年） | 58       |
| 2021年（令和3年）  | 54       |

### 従業員数の変遷
経済センサスによる従業員数の推移。
| 年                 | 従業員数 |
| ------------------ | -------- |
| 2016年（平成28年） | 517      |
| 2021年（令和3年）  | 243      |

## 交通

### バス
- 神奈川中央交通（津久井営業所）
  - 八07系統（八王子駅北口〜高尾山口駅〜千木良〜相模湖駅）
  - 湖28系統（三ヶ木〜桂橋〜千木良〜相模湖駅）
  - 湖29系統（高尾山口駅〜千木良〜相模湖駅）

## 施設
- 相模原市立千木良小学校
- なかみせ
- 天下茶屋
- 神奈川県立津久井やまゆり園（知的障害者福祉施設）

## その他

### 日本郵便
- 郵便番号 : 252-0174[3]（集配局 : 橋本郵便局[14]）。